# Otto von Scheidingen
Otto von Scheidingen († 1476) war Amtmann in Delitzsch, Kapitelherr in Magdeburg und Rat der Fürsten Ernst und Albrecht von Sachsen.

## Leben
Scheidingen stammte aus dem gleichnamigen Adelsgeschlecht und war Besitzer des Rittergutes Schenkenberg bei Delitzsch. Am Thomastag 1465 setzten ihn Ernst und Albrecht von Sachsen als Amtmann in Delitzsch ein und verschrieben ihm für zwölf Jahre die Einkünfte der Ämter Delitzsch, Bitterfeld und Zörbig. Scheidingen starb jedoch kurz vor Ablauf der gesetzten Frist.